# أوفيد بتلر
أوفيد باتلر (بالإنجليزية: Ovid Butler) (7 فبراير 1801 - 12 يوليو 1881) كان محامي وكاتب صحفي أمريكي ومؤسس جامعة بتلر في ولاية إنديانا، الولايات المتحدة.

## عن حياته
ولد أوفيد بتلر في أوغوستا، نيويورك. والده يدعى شانسي بتلر، انتقلت أسرته إلى غرب مقاطعة جينينغز، إنديانا، في 1817. درس أوفيد القانون ومارس مهنة المحاماة في شيلبيفيل بولاية انديانا بين عامي 1825-1836. خلال هذا الوقت تزوج من فتاة تدعى كورديليا كول.
في عام 1836، انتقلت الأسرة بالكامل إلى إنديانابوليس وبعد فترة وجيزة، توفيت زوجته وتحديدا في عام 1838. تزوج مرة أخرى من سيدة أرمله تدعى إليزابيث ابنة رجل يدعى توماس ماكواط.
عاش بتلر فترة من حياته في إحدى البحيرات في إنديانا، حيث كان لديه سكن في بالقرب من محيط قرية منتزة فاوتر.